# Emily Webley-Smith
Emily Webley-Smith (Bristol, 14 juli 1984) is een tennisspeelster uit het Verenigd Koninkrijk. Zij begon op zevenjarige leeftijd met tennis, aangespoord door haar moeder, die gymlerares was. Haar favoriete ondergrond is gras. Zij speelt rechtshandig en heeft een tweehandige backhand. Zij heeft drie zware enkeloperaties ondergaan, nadat zij in 2002 tijdens het ITF-toernooi van Cardiff haar enkel brak. Na de operatie kon zij ruim twee jaar blessurevrij spelen, tot zij in het voorjaar van 2006 bloedvergiftiging opliep bij het herstel van de derde operatie.

## Posities op deWTA-ranglijst
Positie per einde seizoen:
| jaar | rang enkelspel | rang dubbelspel |
| ---- | -------------- | --------------- |
| 2001 | 710            | 825             |
| 2002 | 673            | 535             |
| 2003 | 469            | –               |
| 2004 | 272            | 461             |
| 2005 | 385            | 627             |
| 2006 | 713            | 381             |
| 2007 | 595            | 434             |
| 2008 | 475            | 615             |
| 2009 | 332            | 241             |
| 2010 | 448            | 391             |
| 2011 | 240            | 280             |
| 2012 | 469            | 281             |
| 2013 | 428            | 179             |
| 2014 | 346            | 286             |
| 2015 | 345            | 113             |
| 2016 | 677            | 222             |
| 2017 | 591            | 271             |
| 2018 | 517            | 320             |
| 2019 | 480            | 180             |

## Resultaten grandslamtoernooien
| Legenda | Legenda                          |
| ------- | -------------------------------- |
| g.t.    | geen toernooi gehouden           |
| l.c.    | lagere categorie                 |
| –       | niet deelgenomen                 |
| G       | uitgeschakeld in de groepsfase   |
| 1R      | uitgeschakeld in de eerste ronde |
| 2R      | uitgeschakeld in de tweede ronde |
| 3R      | uitgeschakeld in de derde ronde  |
| 4R      | uitgeschakeld in de vierde ronde |
| KF      | uitgeschakeld in de kwartfinale  |
| HF      | uitgeschakeld in de halve finale |
| F       | de finale verloren               |
| W       | het toernooi gewonnen            |
| w-v     | winst/verlies-balans             |

### Enkelspel
| Toernooi        | 2004 |    | 2011 |
| --------------- | ---- | -- | ---- |
| Australian Open | –    | –  |      |
| Roland Garros   | –    | –  |      |
| Wimbledon       | 2R   | 1R |      |
| US Open         | –    | –  |      |

### Vrouwendubbelspel
| Australian Open | –  | –  | –  | –  | –  |
| Roland Garros   | –  | –  | –  | –  | –  |
| Wimbledon       | 1R | 1R | 1R | 1R | 1R |
| US Open         | –  | –  | –  | –  | –  |